# Йенсен, Тор
Тор Андреас Мариус Йенсен (норв. Thor Andreas Marius Jensen; 4 июня 1889, Крагерё — 19 июня 1950, Лиллестрём) — норвежский гимнаст, бронзовый призёр летних Олимпийских игр 1912.

## Биография
Родился 4 июня 1889 года в норвежской коммуне Крагерё.
В 1912 году в возрасте 31 года на летних Олимпийских играх принял участие в соревнованиях по гимнастике в командном первенстве по шведской системе. Соревнования проходили в Стокгольме и в них участвовало всего три страны. Команда Норвегии, в которой состоял Тор Йенсен заняла третье место с результатом 857.21, уступив командам Швеции и Дании.
Также представлял команду Осло на внутренних соревнованиях.
Умер 19 июня 1950 года в городе Лиллестрём.